# ۱۷۲۰ (میلادی)
۱۷۲۰ (میلادی) هزارو هفتصد و بیستمین سال تقویم میلادی است.

## درگذشتگان
- ۵ دسامبر – عبدالقادر بیدل شاعر فارسی‌سرای سبک هندی (ز. ۱۶۴۴
- جک رکهلم

‎